# Јурис Хартманис
Јурис Хартманис (лет. Juris Hartmanis; Рига, 5. јул 1928 — 29. јул 2022) био је летонско-амерички научник из области рачунарства и теорије израчунљивости који је 1993. године, заједно са Ричардом Стернсом, добио Тјурингову награду.